# Cúchares
Francisco Arjona Herrera, llamado "Cúchares" y "Curro Cúchares" (Madrid, 20 de mayo de 1818-La Habana, 4 de diciembre de 1868) fue un torero español, hijo del banderillero Manuel Arjona "Costuras", sobrino de Francisco Herrera Rodríguez "Curro Guillén" y padre de Francisco Arjona Reyes "Currito".

## Biografía
Fue criado desde muy corta edad en Sevilla, donde su padre trabajaba como empleado del matadero. Huérfano desde los 10 años, ingresó a los 12 en la Escuela de Tauromaquia de esta ciudad, recibiendo los conocimientos del maestro Pedro Romero. Debutó en público el 26 de julio de 1833, en una corrida de Juan León. Debutó en Madrid el 27 de abril de 1840, con reses del duque de Veragua y de Manuela de la Dehesa, como banderillero de Juan León. Tomó la alternativa en la misma ciudad el 27 de abril de 1842, aunque no hubo cesión de trastos. Desde ese momento emprende una rivalidad taurina con Paquiro, rivalidad desplazada posteriormente hacia José Redondo "El Chiclanero". Durante esta década es el favorito de gran parte de la afición, si bien su toreo comienza a decaer paulatinamente debido a una lesión en la rodilla. A pesar de esto continúa toreando y el 5 de agosto de 1857 inaugura, junto a su hermano Manuel, el coso de Cartagena. La inauguración oficial de la plaza de toros de Valencia (el coso taurino de la calle Xàtiva) se realizó durante los días 20, 21 y 22 de junio de 1859, en unas corridas en las que Francisco Arjona "Cúchares" actuó como único espada, lidiando reses de las ganaderías de Viuda de Zalduendo y de Nazario Carriquiri.
Es el primer torero de la historia que se hace ganadero de toros bravos; fue a través de una partida de ganado que compró al duque de Veragua.
En 1868 emprende viaje a Cuba donde debía participar en múltiples festejos. Lamentablemente el diestro contrae fiebre amarilla (o vómito negro) y fallece el 4 de diciembre de 1868 en la capital cubana, donde es enterrado. En 1885 sus restos son trasladados a España y reposan en la parroquia de San Bernardo de Sevilla.

## Legado
Se le considera uno de los más grandes conocedores taurinos, nunca recibió una cornada en su dilatada carrera. Sus aportes a la faena de muleta son considerables, siendo el primero en desarrollar el toreo con la mano derecha de una manera uniforme y estilísticamente aceptada. Fue el primero de la historia en utilizar la muleta como medio artístico. Anteriormente la muleta era principalmente para preparar al toro para la muerte. Era un torero seguro con el estoque y, si bien sus detractores le criticaban el ser vanidoso (un aficionado una vez le gritó: «¡Reciba usted ese toro!»; a lo que él respondió: «¡Quia, lo que yo recibo es el parné!») y ventajista, su arte ha superado las críticas y aún hoy se conoce al toreo como «el arte de Cúchares».